# روبرت جون هبيز
روبرت جون هبيز (بالإنجليزية: Robert John Hibbs)‏ هو عسكري أمريكي، ولد في 21 أبريل 1943 في أوماها في الولايات المتحدة، وتوفي في 5 مارس 1966 في فيتنام الجنوبية.